# Otyken
Otyken (Chakassisch: Ɵtӱkən, Ötüken, "Moeder Aarde") is een Siberische inheemse muziekgroep die folk mengt met traditionele cultuurinstrumenten. De band werd opgericht in 2015 en ze brachten hun debuutalbum uit in 2018. Hun stijl is een combinatie van moderne arrangementen en traditionele Siberische muziek. Ze zingen voornamelijk in het Chakassisch en Tsjoelyms. Ze hebben 1 miljoen volgers op Tiktok, honderdduizend maandelijkse luisteraars op Spotify en een tweehonderdduizend abonnees op YouTube (stand 2022).

## Biografie
De groep werd gevormd door Andrej, ook de maker van hun YouTube-kanaal, hij maakte z'n kanaal in 2013 met een focus om de Tsjoelymse cultuur te delen. Azjan is de hoofdzangeres van de groep ook wel leadzangeres. In 2018 bracht de groep hun eerste album Otyken uit, inclusief acht singles.

## Leden
- Azjan: leadzangeres
- Hakkaida: drums
- Tsveta: mondharp
- Atsj: keelzanger
- Kykakatsja: maracas
- Otamaj: chomys (andere soort mondharp)

## Discografie

### Albums
- 2018 : Otyken
- 2019 : Lord of Honey
- 2021 : Kykakacha

### Singles
- Storm
- Genesis
- Legend
- My Wing
- Fashion Day